# Leigrijze vireo
De leigrijze vireo (Vireo brevipennis) is een zangvogel uit de familie Vireonidae (vireo's).

## Verspreiding en leefgebied
Deze soort is endemisch in Mexico en telt twee ondersoorten:
- V. b. browni: zuidwestelijk Mexico.
- V. b. brevipennis: zuidoostelijk Mexico.

## Status
De grootte van de populatie is in 2019 geschat op 20.000-50.000 volwassen vogels. Op de Rode lijst van de IUCN heeft deze soort de status niet bedreigd.